# Stadionul Fadil Vokrri

Stadionul Fadil Vokrri Stadium (albaneză Stadiumi Fadil Vokrri), cunoscut ca Stadionul Municipal Priștina (albaneză Stadiumi i qytetit të Prishtinës) este un stadion multifuncțional situat în localitatea Priștina, Kosovo, care este folosit de cele mai multe ori pentru a găzdui meciuri de fotbal, fiind locul unde își dispută meciurile de „acasă” echipa clubului FK Priștina și Echipa națională de fotbal a Republicii Kosovo. Capacitatea stadionului este de 13.500 locuri.

## Istoria

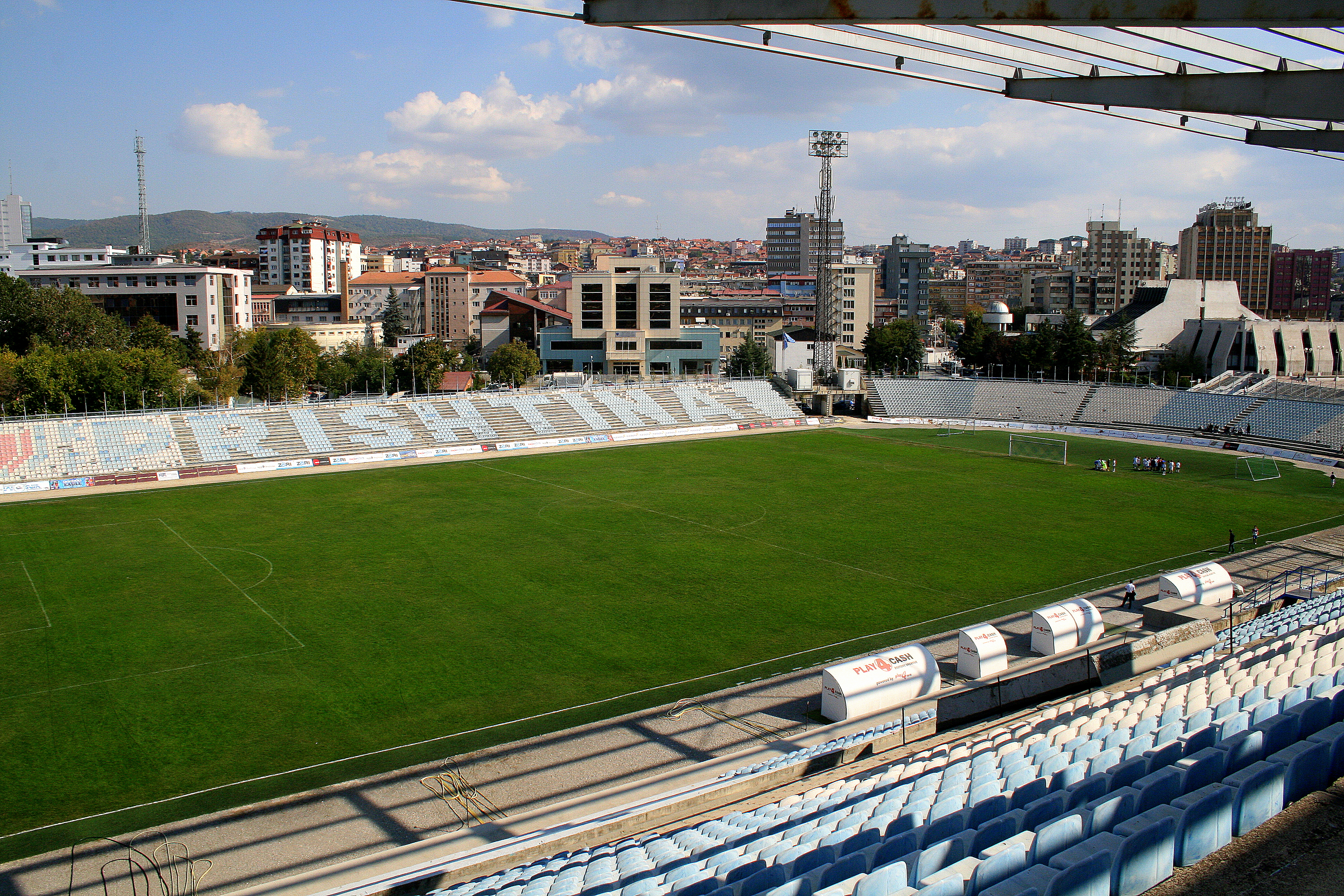
Stadionul înainte de renovare.

Construcția stadionului a început în anul 1951 iar din 1953 este folosit de clubul FK Priștina. La data de 9 iunie 2018, numele stadionului este schimbat din Stadionul Municipal Priștina în Stadionul Fadil Vokrri, în urma decesului lui Fadil Vokrri (fost jucător, administrator, și președinte al Federației de Fotbal din Kosovo) survenit în aceeași zi. schimbarea a fost anunțată de Shpend Ahmeti, primarul municipiului Priștina.

## Evenimente notabile

### Concerte
17 decembrie 2007, stadionul era luat cu asalt de către 25.000 oameni pentru prima oară după războiul din Kosovo pentru a asista la concertul rapperului american 50 Cent.
În data de 10 iulie 2010, rapperul american Snoop Dogg concertează pe stadion. A fost cel de-al doilea concert internațional ce are loc la Priștina după concertul lui 50 Cent din 2007 și peste 10.000 de oameni au asistat la concert.
On 15 July 2012. Rapperul albanez Unikkatil ține un concert care urma să fie cel mai mare concert albanez ținut vreodată și la care au participat 25.000 de spectatori, dornici să-l vadă pe „Regele” rapp-ului albanez.

### Meciuri internaționale
Pe 7 septembrie 2002, pentru prima oară după războiul din Kosovo stadionul găzduiește un meci amical între Kosovo și Albania terminat cu scorul de 1–0 în favoarea Albaniei.
| #                 | Data               | Competiția                                                    | Adversar            | Scor | Spect. | Ref         |
| ----------------- | ------------------ | ------------------------------------------------------------- | ------------------- | ---- | ------ | ----------- |
| Kosovo (din 2002) |                    |                                                               |                     |      |        |             |
| 1.                | 7 septembrie 2002  | amical                                                        | Albania             | 0–1  | 25,000 | [ 6 ] [ 7 ] |
| 2.                | 17 februarie 2010  | amical                                                        | Albania             | 2–3  | 10,000 | [ 8 ] [ 9 ] |
| 3.                | 7 septembrie 2014  | amical                                                        | Oman                | 1–0  | 10,700 | [ 10 ]      |
| 4.                | 10 octombrie 2015  | amical                                                        | Guineea Ecuatorială | 2–0  | 6,700  | [ 11 ]      |
| 5.                | 13 noiembrie 2015  | amical                                                        | Albania             | 2–2  | 38,000 | [ 12 ]      |
| 6.                | 10 septembrie 2018 | Liga Națiunilor UEFA 2018–2019 D3                             | Insulele Feroe      | 2–0  | 12,667 | [ 13 ]      |
| 7.                | 11 octombrie 2018  | Liga Națiunilor UEFA 2018–2019 D3                             | Malta               | 3–1  | 12,365 | [ 14 ]      |
| 8.                | 20 noiembrie 2018  | Liga Națiunilor UEFA 2018–2019 D3                             | Azerbaidjan         | 4–0  | 13,000 | [ 15 ]      |
| 9.                | 21 martie 2019     | amical                                                        | Danemarca           | 2–2  | 13,000 | [ 16 ]      |
| 10.               | 25 martie 2019     | preliminariile Campionatului European de Fotbal 2020, grupa A | Bulgaria            | 1–1  | 12,580 | [ 17 ]      |

### Meciuri în cupele europene
Stadionul va găzdui miniturneul preliminar al Liga Campionilor 2019-2020.
Echipele participante:
- Lincoln Red Imps FC
- FC Santa Coloma
- SP Tre Penne
- KF Feronikeli Drenas

## Inaugurarea
În 13 august 2018, după renovare, s-a desfășurat Supercupa Kosovo între câștigătoarea campionatului – KF Drita și câștigătoarea cupei – FK Priștina.
| KF Drita                                      | 2–1    | FK Priștina           |
| --------------------------------------------- | ------ | --------------------- |
| Fidan Gërbeshi 64' (pen.) Betim Haxhimusa 82' | Raport | Gauthier Mankenda 34' |

| Drita | Prishtina |

| 31          | Edvan Bakaj           |
| 5           | Ardian Limani         |
| 4           | Fidan Gërbeshi 43'    |
| 13          | Liridon Leci 67'      |
| 11          | Përparim Livoreka 85' |
| 7           | Endrit Krasniqi 90+4' |
| 25          | Bujar Shabani         |
| 27          | Eri Lamçja 55' 75'    |
| 10          | Xhevdet Shabani       |
| 93          | Haxhi Neziraj         |
| 22          | Betim Haxhimusa       |
| Înlocuiri:  |                       |
| 1           | Leutrim Rexhepi       |
| 99          | Dorant Ramadani       |
| 23          | Arbër Shala           |
| 8           | Edenilson             |
| 14          | Fillonit Shaqiri 75'  |
| 16          | Albin Krasniqi 90+4'  |
| 74          | Zgjim Mustafa         |
| Antrenor:   |                       |
| Bekim Isufi |                       |

| 12         | Visar Bekaj         |
| 2          | Armend Thaqi        |
| 8          | Ahmet Haliti        |
| 3          | Jamal Arago         |
| 13         | Abdul Bashiru       |
| 21         | Argjend Mustafa     |
| 66         | Ergyn Ahmeti        |
| 15         | Gauthier Mankenda   |
| 17         | Arbër Hoxha         |
| 19         | Alen Jasharoski 84' |
| 9          | Basit Abdul Khalid  |
| Înlocuiri: |                     |
| 1          | Alban Muqiqi        |
| 88         | Përparim Osmani     |
| 16         | Donat Hasanaj       |
| 5          | Diar Miftaraj       |
| 7          | Lorik Boshnjaku 84' |
| 26         | Liridon Fetahaj     |
| 22         | Kastriot Selmani    |
| Antrenor:  |                     |
| Mirel Josa |                     |

## Legături externe
- Fadil Vokrri Stadium at EU-Football.info